# Allergic
«Allergic» (с англ. — «Аллергик») ― сингл американского рэпера и певца Post Malone. Он был отправлена на альтернативные радиостанции в качестве пятого сингла с его третьего студийного альбома Hollywood’s Bleeding 24 сентября 2019 года. Песня достигла 37-го места в американском чарте Billboard Hot 100.

## Критика
Макс Си из журнала GQ назвал эту песню своей любимой в альбоме, заявив, что все элементы трека умудряются работать как надо. Уилл Шубе из Billboard поставил песню на 14-е место, критикуя отсутствие глубины в тексте.

## Чарты
| Чарт (2019)                             | Высшая позиция |
| --------------------------------------- | -------------- |
| Австралия (ARIA)                        | 45             |
| Канада (Billboard Canadian Hot 100)     | 39             |
| Чехия (Singles Digitál Top 100)         | 59             |
| Венгрия (Stream Top 40)                 | 36             |
| Италия (FIMI)                           | 99             |
| Lithuania (AGATA)                       | 64             |
| Нидерланды (Single Top 100)             | 56             |
| Норвегия (VG-lista)                     | 28             |
| Португалия (AFP)                        | 69             |
| Словакия (Singles Digitál Top 100)      | 40             |
| Швеция (Sverigetopplistan)              | 55             |
| Великобритания (OCC UK Audio Streaming) | 50             |
| США (Billboard Hot 100)                 | 37             |
| США (Billboard Alternative Airplay)     | 33             |
| US Rolling Stone Top 100                | 14             |

| Чарт (2019)    | Позиция |
| -------------- | ------- |
| Portugal (AFP) | 2145    |

## Сертификации
| Регион                                                                      | Сертификация | Продажи |
| --------------------------------------------------------------------------- | ------------ | ------- |
| Канада (Music Canada)                                                       | Золотой      | 40 000  |
| Данные о продажах + прослушиваниях приведены только на основе сертификации. |              |         |